# Anaea angustifascia
Anaea angustifascia är en fjärilsart som beskrevs av Talbot 1932. Anaea angustifascia ingår i släktet Anaea och familjen praktfjärilar. Inga underarter finns listade i Catalogue of Life.